# Randolph Carter
Randolph Carter is een personage uit de werken van de Amerikaanse schrijver H.P. Lovecraft. Hij speelt de hoofdrol in vijf verhalen, en is daarmee een van de weinige menselijke personages die in meerdere verhalen van Lovecraft zijn opwachting maakt. Alle verhalen rondom Randolph Carter behoren tot de droomcyclus. Het personage is na Lovecrafts dood ook door andere schrijvers gebruikt en maakt een paar keer zijn opwachting in andere media.
Carter wordt vaak gezien als een alter ego van Lovecraft zelf. Hij is net als Lovecraft tijdens zijn leven een weinig bekende schrijver en een dromer, maar hij kan als het nodig is erg moedig overkomen.  

## Verhalen
Randolph Carter speelt mee in de volgende verhalen (op volgorde van publicatie en waar mogelijk vermeld onder de Nederlandse titel):
- "De verklaring van Randolph Carter" (1919)
- "Het onzienbare" (1923)
- "The Silver Key" (1926)
- "Through the Gates of the Silver Key" (1933)
- "De droomwereld van Kadath" (geschreven in 1926-1927, maar pas gepubliceerd in 1943)

De chronologische volgorde van deze verhalen is "De droomwereld van Kadath" - "De verklaring van Randolph Carter" - "Het onzienbare"  - "The Silver Key" - "Through the Gates of the Silver Key". Het verhaal "The Silver Key" bestrijkt een periode van meerdere jaren, en tijdens deze periode vinden de verhalen "De verklaring van Randolph Carter"  en "Het onzienbare"  plaats.  "The Silver Key" refereert dan ook kort naar de gebeurtenissen uit die twee verhalen.
Verder wordt er naar Randolph Carter gerefereerd in "The Case of Charles Dexter Ward" en "Out of the Aeons", maar hij speelt geen actieve rol in deze verhalen.

## Personage
Carter is een antiquaar en heeft gestudeerd aan de Miskatonic University. Hij is rond 1874 geboren en is opgegroeid in Boston. Carter is een nakomeling van Sir Randolph Carter, die leefde ten tijde van koningin Elizabeth van Engeland en waarvan bekend is dat hij magie bestudeerde. Een andere voorouder van hem was kruisvaarder.
In zijn tienertijd en als jongvolwassene heeft Carter vrije toegang tot de droomwereld en bezoekt deze dan ook geregeld. Het verhaal  "De droomwereld van Kadath" volgt Carter tijdens een lange reis door de droomwereld en onthult dat hij veel kennis heeft van onder andere de politiek en geografie van deze wereld. Bovendien blijkt hij daar meerdere bondgenoten te hebben.
Op zijn 30e verliest Carter echter de toegang tot de droomwereld, en begint een felle zoektocht om deze terug te vinden. In de jaren die volgen dient hij onder andere in het Franse Vreemdelingenlegioen tijdens de Eerste Wereldoorlog. Zijn ervaringen in deze oorlog doen hem echter geen goed daar hij er een stuk zenuwachtiger van wordt. Hij wordt vrienden met de occultist Harley Warren, maar wanneer ze op een avond een mysterieuze crypte onderzoeken verdwijnt Warren spoorloos. Samen met een andere vriend, Joel Manton, wordt hij op een avond op een kerkhof bijna slachtoffer van een wezen dat duidelijk niet van deze wereld is.
Uiteindelijk, in 1928, ontdekt Carter een mysterieuze zilveren sleutel die hem weer toegang geeft tot de droomwereld en zelfs meer dan dat. Hij bezoekt met deze sleutel een andere dimensie en leert meer over hoe alle wezens in het universum feitelijk met elkaar verbonden zijn als facetten van grotere wezens die buiten de traditionele drie dimensies bestaan. Carter krijgt de kans om een van zijn vorige levens, toen hij de magiër Zkauba was op de planeet Yaddith, te bezoeken. Eenmaal daar blijkt hij echter niet meer terug te kunnen en komt vast te zitten in Zkauba’s lichaam. Carter slaagt erin dankzij een drug de overhand te krijgen in het lichaam en werkt een plan uit om terug naar de aarde te keren. Hier zoekt hij een manier om zijn eigen lichaam terug te krijgen, maar dit mislukt wanneer Zkauba weer de overhand krijgt.

## In andere werken

### Strips
- Randolph Carter speelt mee in de striproman The Miskatonic Project: Bride of Dagon. Hierin wordt vermeld dat hij ook de naamloze verteller uit Lovecrafts verhaal "The Festival" zou zijn.
- In Alan Moore's "The Courtyard" is Randolph Carter het pseudoniem van een zangeres.
- In Hans Rodionoffs stripserie Lovecraft is  Randolph Carter een pseudoniem gebruikt door Lovecraft zelf.
- In het vijfde deel van de stripserie American Virgin is een grafsteen te zien met Randolph Carters naam erop.

### Parodieën
- Carter speelt mee in de musical A Shoggoth on the Roof
- In de RPG Pokéthulhu is de hoofdpersoon een jongen genaamd Randy Carter.

### Films
- Randolph Carter is de hoofdpersoon in de film The Unnamable uit 1988, alsmede het vervolg The Unnamable II: The Statement of Randolph Carter uit 1993. Hierin wordt hij gespeeld door Mark Kinsey Stephenson en wordt hij neergezet als een intellectueel op zoek naar avontuur.
- Carter speelt de hoofdrol in de film Cool Air (1999), gebaseerd op het verhaal Koelte. Hij neemt in de verfilming de rol over van de naamloze verteller uit het originele verhaal.